# Łożyskowanie
Łożyskowanie – osadzanie obrotowych części maszyn w sposób zapewniający ścisłe położenie ich części względem siebie oraz przenoszenie ruchu obrotowego z jak największą sprawnością.